# AHCI
AHCI（英文全称：Advanced Host Controller Interface），中文名为進階主機控制器介面，是由英特爾制定的技术标准，允許軟體與SATA儲存裝置溝通的硬體機制，可讓SATA儲存裝置啟用進階SATA功能，例如原生指令佇列及熱插拔。AHCI為硬體製造商詳細定義了記憶體架構規範，規範如何在系統記憶體與SATA儲存裝置間傳輸資料，目前最新AHCI規範為1.3.1版。AHCI通過ALPM協定進行電源管理。
現時絕大多數SATA硬碟都支援AHCI。

## 运行模式
多数的SATA控制器可提供如下的运行模式：PATA接口模拟，标准AHCI模式，以及厂商的RAID模式。PATA類比模式向下兼容，以允许SATA控制器在不支援AHCI的操作系统（如Windows XP）上运行。自Intel 9系列晶片組後，英特爾桌上型晶片組已不支援PATA類比模式。

## 历史版本

### AHCI 1.0
- 发布于 2003 年
- 定义了基本的 AHCI 功能
- 支持原生命令队列 (Native Command Queuing, NCQ)
- 支持热插拔

### AHCI 1.1
- 发布于 2006 年
- 增加了对电源管理的支持
- 新增机制来检测和报告外部 SATA 设备

### AHCI 1.2
- 发布于 2008 年
- 新增对小型连接 (Small Form Factor connectors) 的支持
- 支持在 AHCI 控制器和 SATA 设备间使用多个磁盘接口

### AHCI 1.3
- 发布于 2011 年
- 支持硬盘加密（Hardware-driven Disk Encryption）
- 增加了对 mSATA 接口的标准化

## 支援的作業系統
Windows Vista核心已完全支援AHCI，Linux從系統核心2.6.19版起支援，FreeBSD從8.0版起支援，OpenBSD從4.1版起支援，NetBSD從4.0版起支援，其他較舊作業系統則需要相關硬體製造商提供驅動程式才可以支援。